# Trichosanthes villosa
Trichosanthes villosa är en gurkväxtart. Trichosanthes villosa ingår i släktet Trichosanthes och familjen gurkväxter.

## Underarter
Arten delas in i följande underarter:
- T. v. mindorensis
- T. v. villosa